# Panaxia splendidior
Panaxia splendidior là một loài bướm đêm thuộc phân họ Arctiinae, họ Erebidae.